# Jorge Luis Pinto
Jorge Luis Pinto Afanador, mais conhecido como Jorge Luis Pinto ou apenas Pinto (San Gil, 16 de dezembro de 1952) é um treinador de futebol colombiano. Atualmente é treinador do Unión Magdalena. 
Fez excelente trabalho junto à seleção da Costa Rica na Copa do Mundo de 2014, no Brasil, sendo eliminado nos pênaltis pela Holanda nas quartas de final, após eliminar as seleções da Itália e da Inglaterra na fase de grupos e a seleção da Grécia nas oitavas.

## Treinador

### Colômbia
Após uma tentativa mal sucedida do treinamento da Costa Rica em 2004-2005, Pinto voltou para a Colômbia para treinar uma equipe recentemente promovida Corporación Nuevo Cúcuta Deportivo, que ele levou para ganhar seu primeiro campeonato em sua história. Pouco depois ele foi nomeado o novo selecionador nacional Colômbia time de futebol. Seu trabalho foi muito criticado pelo público em geral, após apresentações muito ruins contra o Uruguai e o Chile em 2010 partidas da Copa do Mundo de qualificação, assim como em 2007 Copa América 2007. Depois, Jorge Luis Pinto assumiu a equipe nacional de futebol da Colômbia a um dos melhores começos em FIFA World Cup Qualifying na história colombiana, obtendo 10 pontos de um possível 16 pontos, sentado em 3 º lugar. No entanto, para o desempenho medíocre, que terminou em 7 º lugar e não conseguiu se classificar para a Copa do Mundo de 2010.

### Copa do Mundo de 2014
Em 14 de junho de 2014, seus comandados estrearam na Copa do Mundo no Brasil, jogando contra o Uruguai no Estádio Castelão, a Costa Rica fez 3 a 1 (de virada) na forte seleção sul-americana. O resultado foi considerado a primeira "zebra" do mundial e a seleção Costarriquenha ganhou a fama de ser o time "azarão" da Copa, além de receber o apoio dos torcedores brasileiros por estar no Grupo D (chamado "Grupo da Morte") onde além da Seleção Uruguaia faziam parte a Seleção Inglesa e Italiana. Pinto foi muito elogiado pela imprensa, pelo seu conhecimento do adversário e sua tática para triunfar na partida.

### Costa Rica cala e surpreende o mundo
No segundo jogo da Copa, no dia 20 de junho na Arena Pernambuco, contra a Itália, seus jogadores fizeram uma partida, descrita pelos jornalistas como "perfeita". Pinto colocou seu time atrás jogando no contra-ataque, chamando a seleção Européia para cima. Com bastante inteligência, Pinto colocou uma forte marcação sobre Andrea Pirlo e Mario Balotelli, as duas estrelas italianas, anulando qualquer chance de gols da equipe Azzurra. Após a não marcação de um pênalti bem duvidoso no atacante Joel Campbell, Jorge deu um "piti" e discutiu muito com os assistentes e com o juiz da partida. Não deu muito tempo de o treinador do time caribenho reclamar da não marcação da penalidade. A indignação virou alegria e euforia, minutos depois, aos 44 do primeiro tempo, quando o camisa 10 e capitão, Bryan Ruiz marcou de cabeça o gol histórico que classificaria pela segundo vez na história, a Seleção da Costa Rica para as oitavas-de-final de um mundial (a primeira vez foi em 1990). O resultado eliminou a Inglaterra do campeonato. No segundo tempo, a Costa Rica dominou todas as jogadas do jogo com um eficiente toque de bola. Após o apito final e a classificação para a próxima fase garantida, Jorge e seus jogadores foram muito aclamados pela torcida e extremamente elogiados pela imprensa internacional.
Evidentemente, após a vitória, Jorge e o elenco da seleção centro-americana foram considerados “heróis nacionais” na bela Costa Rica. Não só pela inesperada qualificação no grupo considerado o mais difícil do mundial, mas por terem derrotado de maneira eficiente e perspicaz, duas seleções campeãs do mundo e com muita tradição no futebol.
Jorge chegava ao ápice de sua carreira como treinador.

### Honduras
Atualmente dirige a Seleção Hondurenha.  Comandou o elenco da Seleção Hondurenha de Futebol nas Olimpíadas de 2016.